# Ньортен-Харденберг
Ньортен-Харденберг (на немски: Nörten-Hardenberg) е община (Flecken) в Долна Саксония, Германия, с 8056 жители (31 декември 2014).
Намира се на река Лайне, и на 10 км югозападно от Нортхайм, и на 10 км северно от Гьотинген.
Ньортен е споменат за пръв път в документ през 995 г. След 60 години се основава манастир Св. Петър. През 1105 г. за пръв път се споменава замъкът Харденберг при Ньортен, собственост на род Харденберг.
- Останки от замък Харденберг
- Замък Харденберг (Ньортен-Харденберг)
- Дворец Нойхарденберг

## Известни личности
Родени в Ньортен-Харденберг
- Теодор Бенфай (1809 – 1881), филолог
- Ханс Ернст фон Харденберг (1729 – 1797), граф

Починали в Ньортен-Харденберг
- Енгелхард VIII фон Вайнсберг (1360 – 1417), граф